# Östra Hoby
Östra Hoby är en kyrkby i Östra Hoby socken i Simrishamns kommun. SCB avgränsade här en småort mellan 1990 och 2010 och igen mellan 2015 och 2020 samt från 2023.
I byn ligger Östra Hoby kyrka.

## Befolkningsutveckling
| Befolkningsutvecklingen i Östra Hoby 1990–2015                  | Befolkningsutvecklingen i Östra Hoby 1990–2015 | Befolkningsutvecklingen i Östra Hoby 1990–2015 | Befolkningsutvecklingen i Östra Hoby 1990–2015 | Befolkningsutvecklingen i Östra Hoby 1990–2015 |
| --------------------------------------------------------------- | ---------------------------------------------- | ---------------------------------------------- | ---------------------------------------------- | ---------------------------------------------- |
|                                                                 |                                                |                                                |                                                |                                                |
| År                                                              |                                                |                                                | Folkmängd                                      | Areal (ha)                                     |
| 1990                                                            | 1990                                           |                                                | 53                                             | 8#                                             |
| 1995                                                            | 1995                                           |                                                | 56                                             | 9#                                             |
| 2000                                                            | 2000                                           |                                                | 60                                             | 9#                                             |
| 2005                                                            | 2005                                           |                                                | 55                                             | 10#                                            |
| 2015                                                            | 2015                                           |                                                | 53                                             | 30#                                            |
| Anm.: Upphörde som småort 2010, åter småort 2015. # Som småort. |                                                |                                                |                                                |                                                |

## Personer från orten
I Östra Hoby föddes Poul Ancher (även stavat Povl Anker) 1629. Poul Ancher var sockenpräst på Bornholm men är mest känd för sin delaktighet i dansk-svenska kriget 1657–1658 (Karl X Gustavs första danska krig) som i Danmark kallas för "Den Bornholmska Frihetskampen" 1658. Tillsammans med Jens Pedersen Kofoed, Peder Olsen, Villum Clausen, Niels Gumløse och Claus Kam så utgjorde han kärnan för motståndet i kriget mot svenskarna på ön. Ancher har även gett namn åt en av bornholmfärjorna som trafikerar Ystad-Rönne, M/V Povl Anker.
Friskytten/Snapphanen Lille Mads är troligen född Hoby. Detta enligt handskriften "Promemoria om snapphanarna" skriven av snapphanejägaren Sven "Banketröja" Erlandsson som i början av skånska kriget var placerad på Glimmingehus och sålunda kände bygden väl. Lille Mads fulla namn var förmodligen Mads Olufsen/Oelsen - enligt källorna i danska riksarkivet finns ingen annan friskyttekapten än en som hette så. Lille Mads har gett namn åt ett pågatåg som ofta går till Trelleborg.
Norgefödde Jacob Backer (1710-1761), vars farfars föräldrar gifte sig i Emden år 1616 och som var präst i Östra Hoby 1751-1761, var fosterbarn till prästen Casten Aulin och dennes hustru, som var Jacob Backers faster. Borgmästaren Valentin Korn var gift med Jacob Backers farfars syster. Den tysk-nederländske prästen och reformatorn i Flensburg, Gerhard (Gerd) Slewert (1492-1570), var Jacob Backers förfader. I Östra Hoby kyrkas series pastorum återfinns Jacob Backers namn. Han förärades dessutom ett epitafium.
John Osterman, född i Östra Hoby, redaktör för Cimbrishamns-Bladet. Osterman är mest känd för att han tillsammans med författaren Theodor Tufvesson lanserade begreppet Österlen.

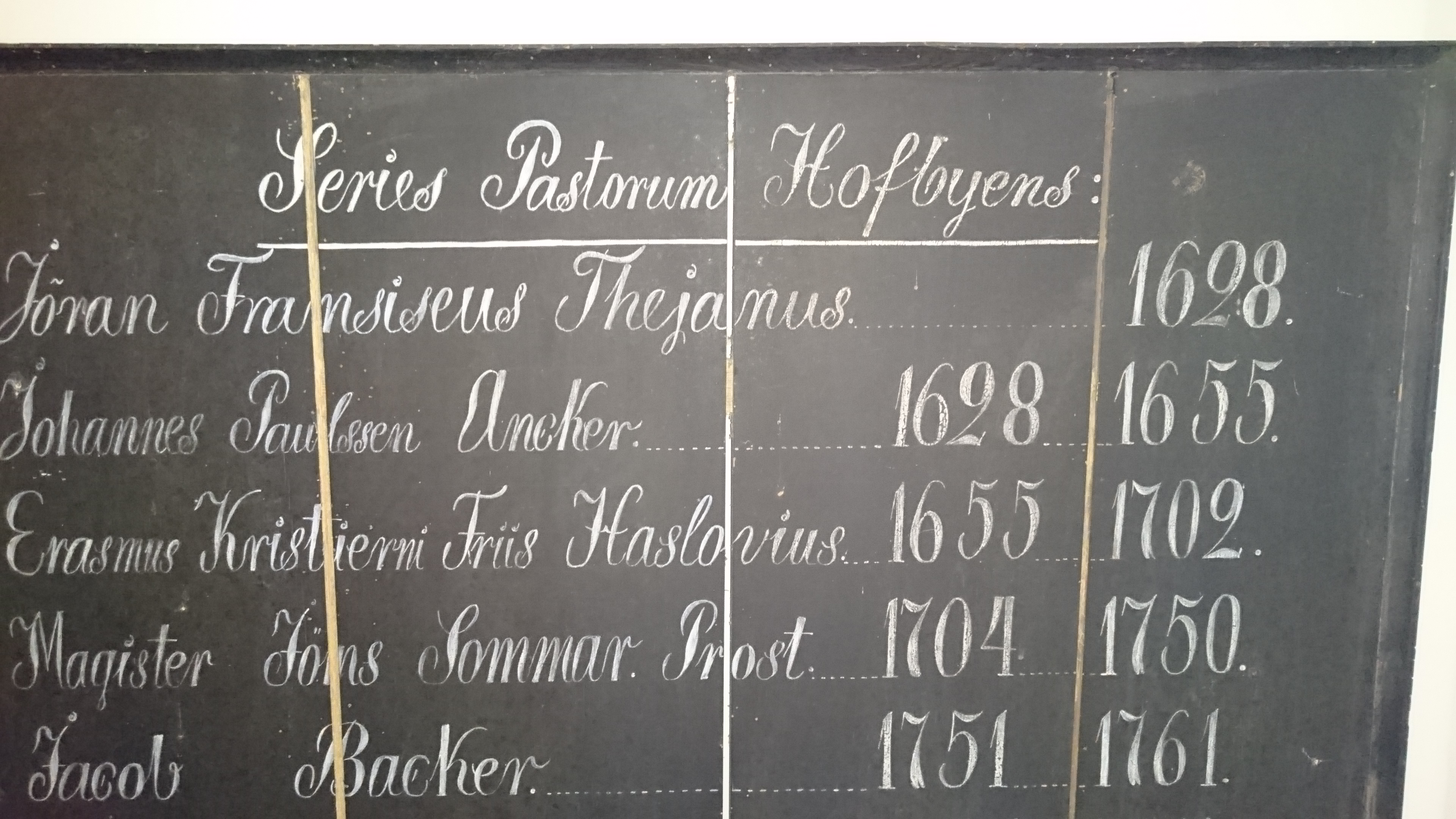
Poul Anchers far Johannes var präst i Östra Hoby. Bild från Östra Hoby Kyrka.